# Lubuk Palas
Lubuk Palas is een bestuurslaag in het regentschap Asahan van de provincie Noord-Sumatra, Indonesië. Lubuk Palas telt 5285 inwoners (volkstelling 2010).